# ピータールー マンチェスターの悲劇
『ピータールー マンチェスターの悲劇』（ピータールー マンチェスターのひげき、Peterloo）は、2018年のイギリスの歴史映画。監督はマイク・リー、出演はロリー・キニアとマキシン・ピークなど。
1819年にイギリス・マンチェスターで起きた、イギリス史上最も残忍かつ悪名高い事件として語り継がれる“ピータールーの虐殺”を描いた作品。第75回ヴェネツィア国際映画祭コンペティション部門でヒューマン・ライツ・フィルム・ネットワークを受賞した。

## キャスト
- ヘンリー・ハント（英語版）: ロリー・キニア
- ネリー: マキシン・ピーク（英語版）
- ジョセフ: デヴィッド・ムースト
- ジョシュア: ピアース・クイグリー（英語版）
- 摂政王太子（後のジョージ4世）: ティム・マッキナリー
- ジョン・ナイト: フィリップ・ジャクソン
- ジョン・ティアス: レオ・ビル

## 作品の評価
Rotten Tomatoesによれば、批評家の一致した見解は「『ピータールー マンチェスターの悲劇』は監督・脚本のマイク・リーの大衆的怒りが今もまだ損なわれていないことを証明しているが、その正義の怒りは時折物語をねじ伏せてしまっている。」であり、160件の評論のうち高評価は66%にあたる106件で、平均点は10点満点中6.5点となっている。
Metacriticによれば、34件の評論のうち、高評価は21件、賛否混在は9件、低評価は4件で、平均点は100点満点中66点となっている。